# Deinopa holophaea
Deinopa holophaea är en fjärilsart som beskrevs av George Francis Hampson 1926. Deinopa holophaea ingår i släktet Deinopa och familjen nattflyn. Inga underarter finns listade i Catalogue of Life.